# Colastes moldavicus
Colastes moldavicus är en stekelart som beskrevs av Vladimir Ivanovich Tobias 1986. Colastes moldavicus ingår i släktet Colastes och familjen bracksteklar. Inga underarter finns listade i Catalogue of Life.